# Професійний бокс

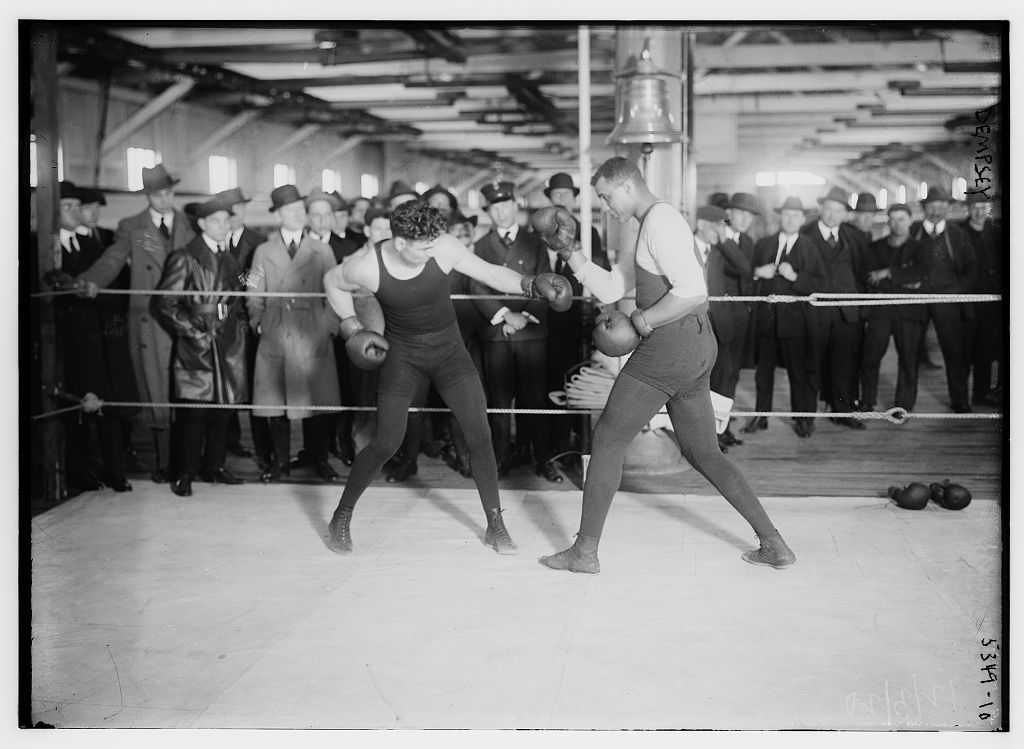
Джек Демпсі (ліворуч) на професійному ринзі

Професійний бокс (іноді професіональний бокс) — вид спорту, в якому бокс є основним заняттям спортсмена, способом заробітку.
Боксери-професіонали не можуть виступати у змаганнях боксерів-любителів, а боксери-любителі не беруть участь у змаганнях професіоналів. Аматорським боксом зазвичай починають займатися з 11 років і з 12 років виступати в змаганнях. Професійним боксом займаються з 18-20 років.
Бої боксерів-професіоналів проводяться в 17 вагових категоріях. Контрольне зважування учасників майбутнього бою виробляє супервайзер не раніше, ніж за 24 години, але не пізніше 8 годин до початку бою. Час зважування визначає промоутер поєдинку. Боксерів-професіоналів зазвичай зважують на електронних або медичних вагах у присутності їхніх представників, преси, а іноді і глядачів, і ця процедура грає роль підготовки до основного шоу.
Якщо вага боксера не відповідає заявленій на матч категорії, йому дається 1 годину для приведення ваги в норму. Якщо, попри його зусилля, вага все одно не відповідає нормі, то майбутній бій в принципі може не скасовуватися. Проте перемога боксера з перевищенням ваги не є підставою для підвищення його рейтингу.
Професійні бої, як правило, набагато більш триваліші, ніж любительські. Тривають від 10 до 12 раундів, хоча для недосвідчених боксерів проводяться поєдинки менше 10 раундів, але, як правило, не менше 4. Аж до початку XX століття зустрічалися бої, не обмежені по кількості раундів. І вони зазвичай закінчувалися нокаутом одного з боксерів, або зупинкою бою секундантами. Трохи пізніше було вирішено встановити верхню межу 15 раундів, а в 1980 році, після смерті Дук Ку Кіма, організація WBC (Всесвітня боксерська рада) обмежила максимальну кількість раундів дванадцятьма. У 1987—1988 роках її приклад наслідували дві інші впливові організації — WBA і IBF.
У професійному боксі шоломи заборонені, але рефері може зупинити бій, якщо бачить, що один з боксерів не може захищатися через травму. У такому випадку суперник визнається переможцем технічним нокаутом. Також технічний нокаут присвоюється, якщо учасник отримує розсічення, що не дозволяє продовжувати поєдинок. З цієї причини боксери часто наймають фахівців (катменів), робота яких полягає в тому, щоб зупинити кровотечу, поки рефері не припинив бій. На відміну від любителів, професіонали виходять на ринг по пояс оголеними.